# Ahmed Mouhoub
Ahmed Mouhoub (en arabe : أحمد موهوب), né le 4 janvier 2008, est un footballeur marocain qui joue au poste de milieu offensif au FUS Rabat.

## Biographie

### Carrière en club
Ahmed Mouhoub a commencé le football à l’équipe de Dhj El Jadida, avant de passer par le Chippo FC, académie située à Mehdia, fondée par l'ancien international marocain Youssef Chippo, puis par le centre fédéral de Saïdia. Il est alors repéré par le FUS Rabat, où il s'illustre en équipe espoir, au poins d'attirer le regard de plusieurs clubs européens,.

### Carrière en sélection
Ahmed Mouhoub est international marocain junior des moins de 15 ans aux moins de 17 ans, dont il fait partie des joueurs les plus en vue lors du Championnat d'Afrique du Nord en 2024,,.
En mars 2025 il est convoqué pour participer à la Coupe d'Afrique des nations des moins de 17 ans qui a lieu en mars puis avril à domicile,.
Commençant la compétition comme titulaire, il fait partie des joueurs les plus en vue de l'équipe en phase de poule, alors que le Maroc  atteint la finale de la compétition après sa victoire aux tirs au but face à la Côte d'Ivoire (0-0 dans le temps réglementaire),,. Après un autre match nul et vierge (victoire 4-2 aux tirs au but) face au Mali, les marocains remportent le premier titre de leur histoire dans la compétition,.

## Palmarès

### En sélection
- Maroc -17 ans
  - Coupe d'Afrique des nations
    -  Vainqueur en 2025

  - Championnat d'Afrique du Nord
    -  Médaille de bronze en 2024